# Elecciones provinciales de San Luis de 1991
El 11 de agosto de 1991 se realizaron elecciones para elegir Gobernador, vicegobernador, 5 senadores provinciales y 21 diputados provinciales.
El resultado estableció que el gobernador Adolfo Rodríguez Saá fuera reelegido gobernador de la provincia por tercera vez consecutiva.

## Resultados

### Gobernador y vicegobernador
| Fórmula               | Fórmula                  | Partido               | Partido                         | Votos   | %     |
| Gobernador            | Vicegobernador           | Partido               | Partido                         | Votos   | %     |
| --------------------- | ------------------------ | --------------------- | ------------------------------- | ------- | ----- |
| Adolfo Rodríguez Saá  | Bernardo Pascual Quinzio |                       | Frente Justicialista            | 72.925  | 51,78 |
|                       |                          |                       | Unión Cívica Radical            | 52.033  | 36,95 |
|                       |                          |                       | Frente Político y Social        | 9.279   | 6,95  |
|                       |                          |                       | Partido Demócrata Liberal       | 1.690   | 1,20  |
|                       |                          |                       | Partido Demócrata Progresista   | 1.330   | 0,94  |
|                       |                          |                       | Movimiento Popular Provincial   | 1.054   | 0,75  |
|                       |                          |                       | Lealtad y Justicia Social       | 564     | 0,40  |
|                       |                          |                       | Partido Socialista Popular      | 547     | 0,39  |
|                       |                          |                       | Partido Obrero                  | 508     | 0,36  |
|                       |                          |                       | Movimiento al Socialismo        | 465     | 0,33  |
|                       |                          |                       | Movimiento de Izquierda Abierto | 442     | 0,31  |
| Votos positivos       | Votos positivos          | Votos positivos       | Votos positivos                 | 140.837 | 98,09 |
| Votos en blanco       | Votos en blanco          | Votos en blanco       | Votos en blanco                 | 2.298   | 1,60  |
| Votos nulos           | Votos nulos              | Votos nulos           | Votos nulos                     | 446     | 0,31  |
| Participación         | Participación            | Participación         | Participación                   | 143.581 | 77,23 |
| Electores registrados | Electores registrados    | Electores registrados | Electores registrados           | 180.158 | 100   |
| Fuente:               |                          |                       |                                 |         |       |

### Cámara de Diputados
- Sin datos

### Cámara de Senadores
- Sin datos